# 10,5-cm-leichte Feldhaubitze 42
Die 10,5-cm-leichte Feldhaubitze 42 war eine leichte Feldhaubitze, die während des Zweiten Weltkriegs von Rheinmetall entwickelt wurde. Wegen geänderter taktischer Anforderungen wurde sie allerdings nicht von der deutschen Wehrmacht übernommen.

## Geschichte
Die 10,5-cm-leichte Feldhaubitze 42 wurde als Ersatz für die 10,5-cm-leichte Feldhaubitze 18 entwickelt und sollte vor allem bessere Schussleistungen und bessere Fähigkeiten zur Panzerabwehr besitzen. Ebenso konnte das Geschütz beträchtlich leichter konstruiert werden. Da der Krieg gegen die Sowjetunion aber gezeigt hatte, dass eine leichte Feldhaubitze auch zum Schuss in den oberen Winkelgruppen (über 45°) fähig sein muss, wurde die Entwicklung eingestellt.

## Beschreibung
Die 10,5-cm-leichte Feldhaubitze 42 besaß eine Spreizlafette mit Rohrholmen und Klappspornen sowie Stahlgussspeichenräder mit Vollgummibereifung und Trommelbremsen. Die Räder waren durch Drehstäbe gefedert. Die guten Schussleistungen erzielte das Geschütz dank eines verlängerten Rohres mit Zweikammermündungsbremse. Im abnehmbaren Bodenstück saß ein horizontal gleitender Schubkurbelkeilverschluss. Anders als beim Vorgängergeschütz befand sich die gesamte Rücklaufeinrichtung unter dem Rohr. Sie verwendete die gleiche Munition wie die leFH 18M, also: FH Gr., FH Gr 38 Stg., FH Gr. Nb., FH Gr. 38 Nb., 10 cm Pz. Gr., 10 cm Pz. Gr. Rot, 10 cm Pz. Gr. 39 Rot. sowie FH Gr. Fern.
Die Auslegung des Geschützes war vergleichsweise niedrig, um die Tarnung zu erleichtern. Für den Einsatz gegen Panzer war das Seitenrichtfeld vergrößert worden.